# Vörös veréb (film)
A Vörös veréb (eredeti cím: Red Sparrow) 2018-ban bemutatott amerikai kémthriller film, melyet Justin Haythe forgatókönyve alapján Francis Lawrence rendezett. A film Jason Matthews azonos című regénye alapján készült.
A főbb szerepekben Jennifer Lawrence, Joel Edgerton, Matthias Schoenaerts, Charlotte Rampling, Mary-Louise Parker és Jeremy Irons látható. A cselekmény egy orosz titkosügynök-nőről szól, akinek egy CIA-ügynökkel kell kapcsolatba lépnie, egy besúgó kilétének felfedése céljából.
A CIA egykori tagjaként Matthews tanácsadóként működött közre a szovjet szexkémek tevékenységét és a kortárs orosz „kompromat” jelenséget (vagyis befolyásos személyekről zsarolási célzattal kompromittáló anyagok megszerzését) bemutató filmben. A forgatás helyszínei Magyarországon, Szlovákiában és Ausztriában voltak. A szerep kedvéért Jennifer Lawrence a New York City Ballet balett-társulatnál vett táncórákat.
A Vörös veréb 2018. február 15-én debütált a washingtoni Newseumban, majd március 2-án került az amerikai mozikba a 20th Century Fox forgalmazásában. Magyarországon egy nappal korábban, március 1-jén mutatták be, a Fórum Hungary forgalmazásában.
A 69 millió dollárból készült film összesen 151 millió dolláros bevételt termelt. A kritikusok vegyesen fogadták, bírálva a film hosszát, illetve az erőszak és a szexualitás nyers ábrázolását, de Lawrence alakítását dicsérték.

## Cselekmény
Dominyika Jegorova orosz balett-táncosnő súlyos balesetet szenved Moszkvában. Nagybátyja, a titkosszolgálat alezredese felfedi előtte, hogy a balesete nem volt véletlen, partnere szándékosan idézte elő, mert egy másik táncosnőt szeret, s ők együtt ki akarják iktatni a konkurenciát. Dominyika a viszonylagos felépülése után elmegy az illetőhöz, ahol rajtakapja a szeretőket, akiket brutálisan megver.
Nagybátyja elmondja neki, hogy mivel Dominyika nemsokára már nem a Moszkvai Nagyszínház tagja, nem fog járni neki a lakás, és súlyosan beteg anyja számára az állandó gondozónő. Ugyanakkor felajánlja, hogy ezeket meg tudja oldani, ha Dominyika megteszi azt, amit kér. Egy orosz oligarchával kell találkoznia egy szállodában, akinek azonban a találkozó közben egy motoros bukósisakban lévő férfi elvágja a nyakát.
Dominyika a nagybátyja javaslatára bekerül az orosz titkosszolgálat kiképző iskolájába, ahol főként nőket tanítanak a férfiak elcsábításának módszereire, ehhez gyorsan fel kell ismerniük, hogy a kiszemelt áldozatot mi érdekli. A lány jó érzékkel rendelkezik ehhez, bár a kiképzés lelkileg meglehetősen brutális.

## Szereplők
| Színész                         | Szerep                                                           | Magyar hang         |
| ------------------------------- | ---------------------------------------------------------------- | ------------------- |
| Jennifer Lawrence               | Dominyika Jegorova                                               | Földes Eszter       |
| Joel Edgerton                   | Nathaniel Nash, CIA-ügynök                                       | Széles Tamás        |
| Matthias Schoenaerts            | Iván Dimitrjevics Jegorov                                        | Makranczi Zalán     |
| Charlotte Rampling              | a Veréb Iskola igazgatónője                                      | Andresz Kati        |
| Mary-Louise Parker              | Stephanie Boucher (SWAN), egy amerikai szenátor személyi titkára | Györgyi Anna        |
| Jeremy Irons                    | Vlagyimir Andrejevics Korcsnoj tábornok („Márvány”)              | Hirtling István     |
| Ciarán Hinds                    | Zaharov ezredes                                                  | Reviczky Gábor      |
| Joely Richardson                | Nyina Jegorova, Dominyika anyja                                  | Tóth Enikő          |
| Bill Camp                       | Marty Gable                                                      | Berzsenyi Zoltán    |
| Sakina Jaffrey                  | Trish Forsyth                                                    | Udvarias Anna       |
| Douglas Hodge                   | Makszim Volontov                                                 | Besenczi Árpád      |
| Thekla Reuten                   | Marta Jelenova                                                   | Majsai-Nyilas Tünde |
| Sasha Frolova                   | Ánya                                                             | Tamási Nikolett     |
| Kristof Konrad                  | Usztyinov                                                        | Barabás Kiss Zoltán |
| Nicole O'Neill                  | Szonja                                                           | Martinovics Dorina  |
| Szergej Vlagyimirovics Polunyin | Konsztantyin                                                     | Magyar Bálint       |
| Adorjáni Bálint                 | magyar nyomozó                                                   | (saját hangján)     |
| Anger Zsolt                     | Mihail Szergejevics orosz nagykövet                              | (saját hangján)     |

## Forgatás
A film egyes jeleneteit Budapesten forgatták, a dégi Festetics-kastélyban, illetve a dunaújvárosi Fabó Éva Sportuszodában. Almásfüzitőn a volt Timföldgyár épületében is vettek fel jeleneteket.

## Filmkritikák
- Popcorn Project: Vörös veréb kritika Archiválva 2018. május 25-i dátummal a Wayback Machine-ben
- Filmtekercs: Vörös veréb kritika